# Liste des navires de la Marine royale canadienne
Pour un article plus général, voir Marine royale canadienne.

Pavillon de la Marine royale canadienne, utilisé comme pavillon de beaupré (jack) avant 2013.

Cette liste comprend les navires en service actif dans la flotte de la Marine royale canadienne.

## Frégates de patrouille polyvalente (FFH)
- Classe : Halifax

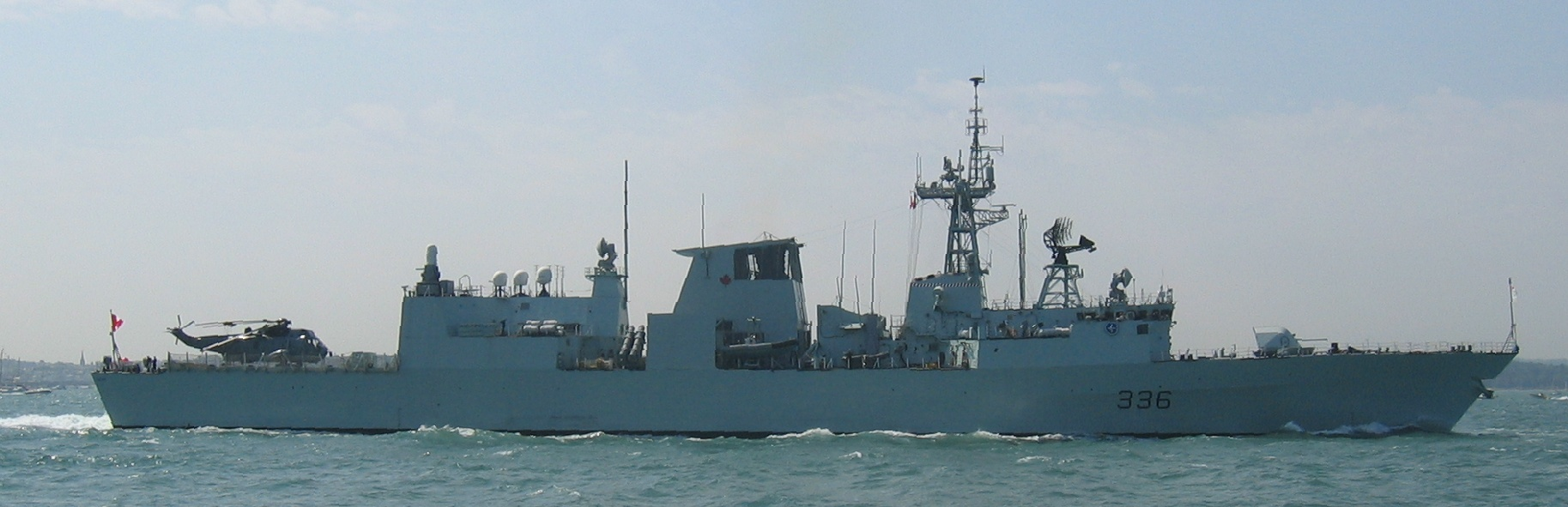
NCSM Montréal

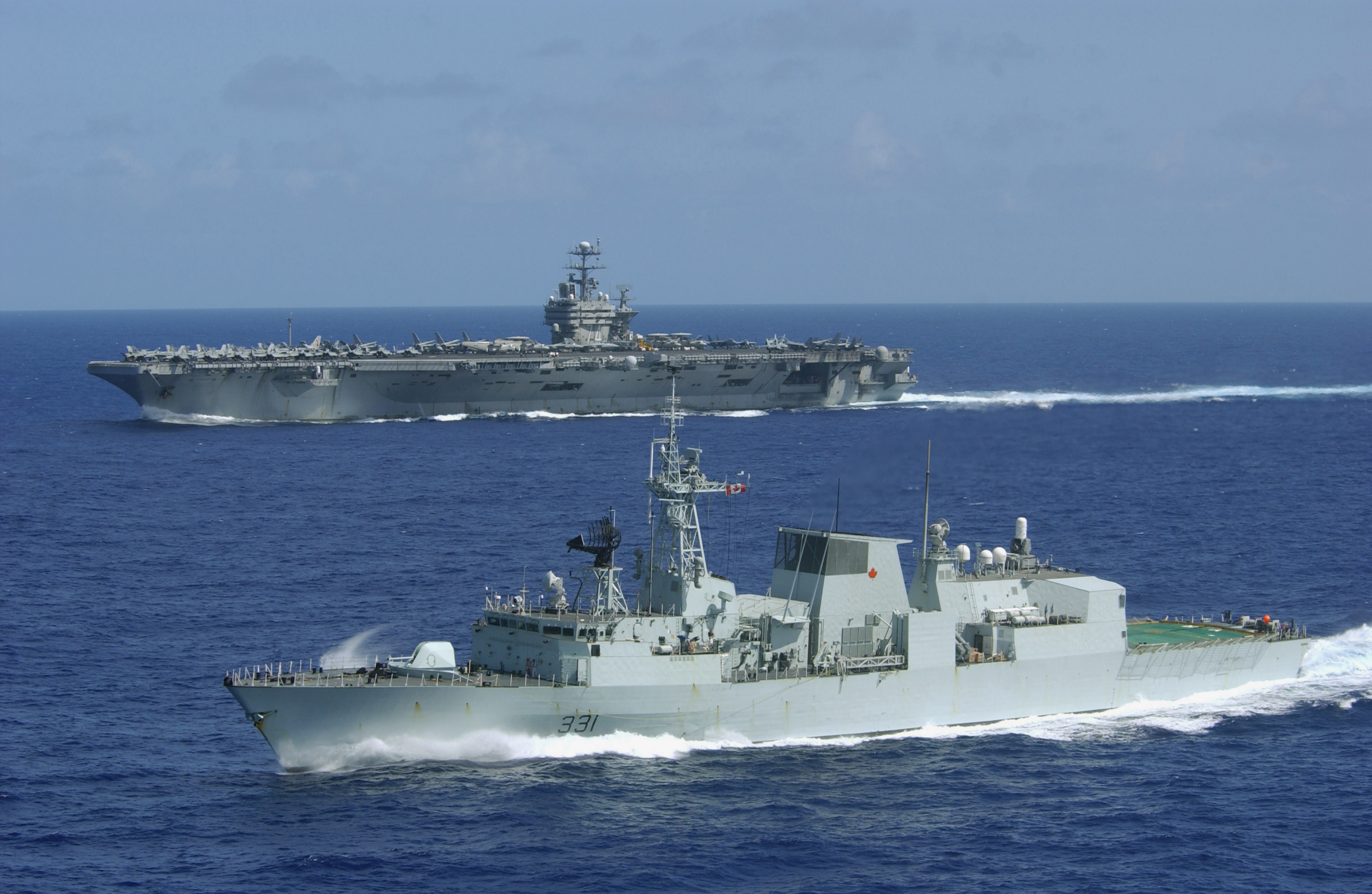
Le NCSM Vancouver et le USS John C. Stennis

- Frégates des Forces maritimes du Pacifique :
  - NCSM Vancouver (FFH 331)
  - NCSM Regina (FFH 334)
  - NCSM Calgary (FFH 335)
  - NCSM Winnipeg (FFH 338)
  - NCSM Ottawa (FFH 341)
- Frégates des Forces maritimes de l'Atlantique :
  - NCSM Halifax (FFH 330)
  - NCSM Ville de Québec (FFH 332)
  - NCSM Toronto (FFH 333)
  - NCSM Montréal (FFH 336)
  - NCSM Fredericton (FFH 337)
  - NCSM Charlottetown (FFH 339)
  - NCSM St. John's (FFH 340)

## Navires de patrouille extra-côtier et de l'Arctique (NPEA)
- NCSM Harry DeWolfClasse Harry DeWolf

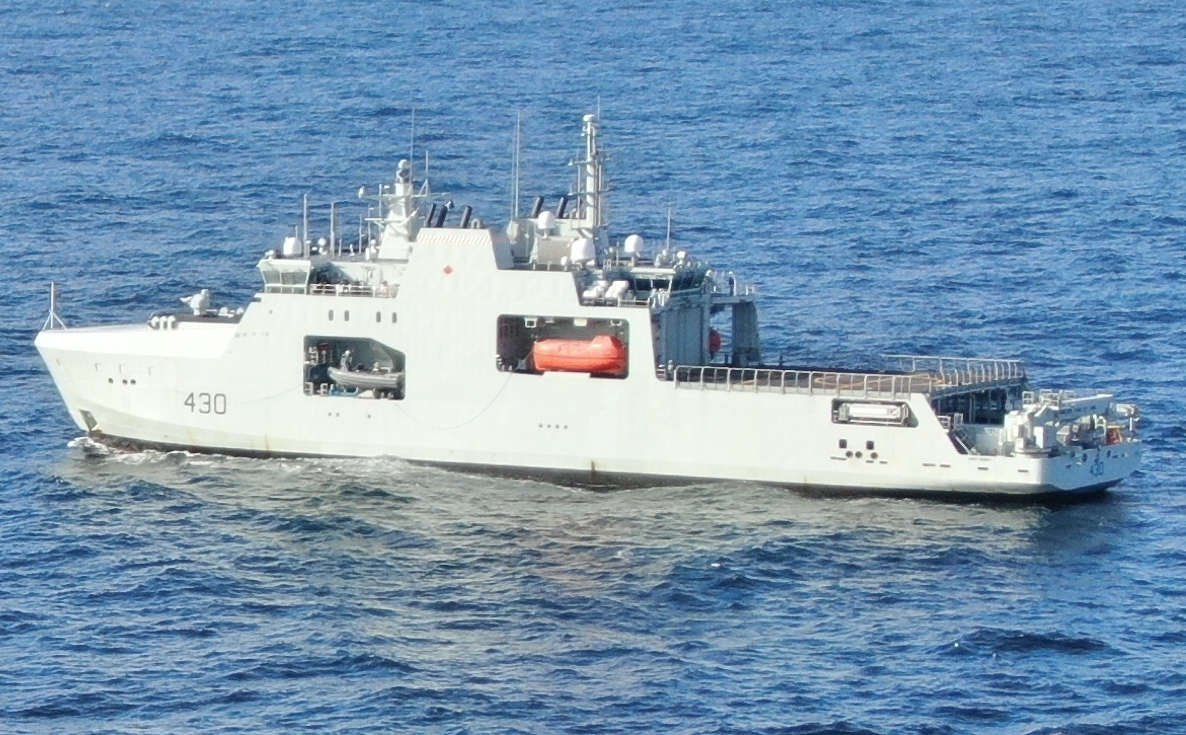
NCSM Harry DeWolf

- Navires de patrouille extra-côtier et de l'Arctique :
  - NCSM Harry DeWolf  (NPEA 430)
  - NCSM Margaret Brooke (NPEA 431)

## Navires de défense côtière (MM)
- Classe : Kingston

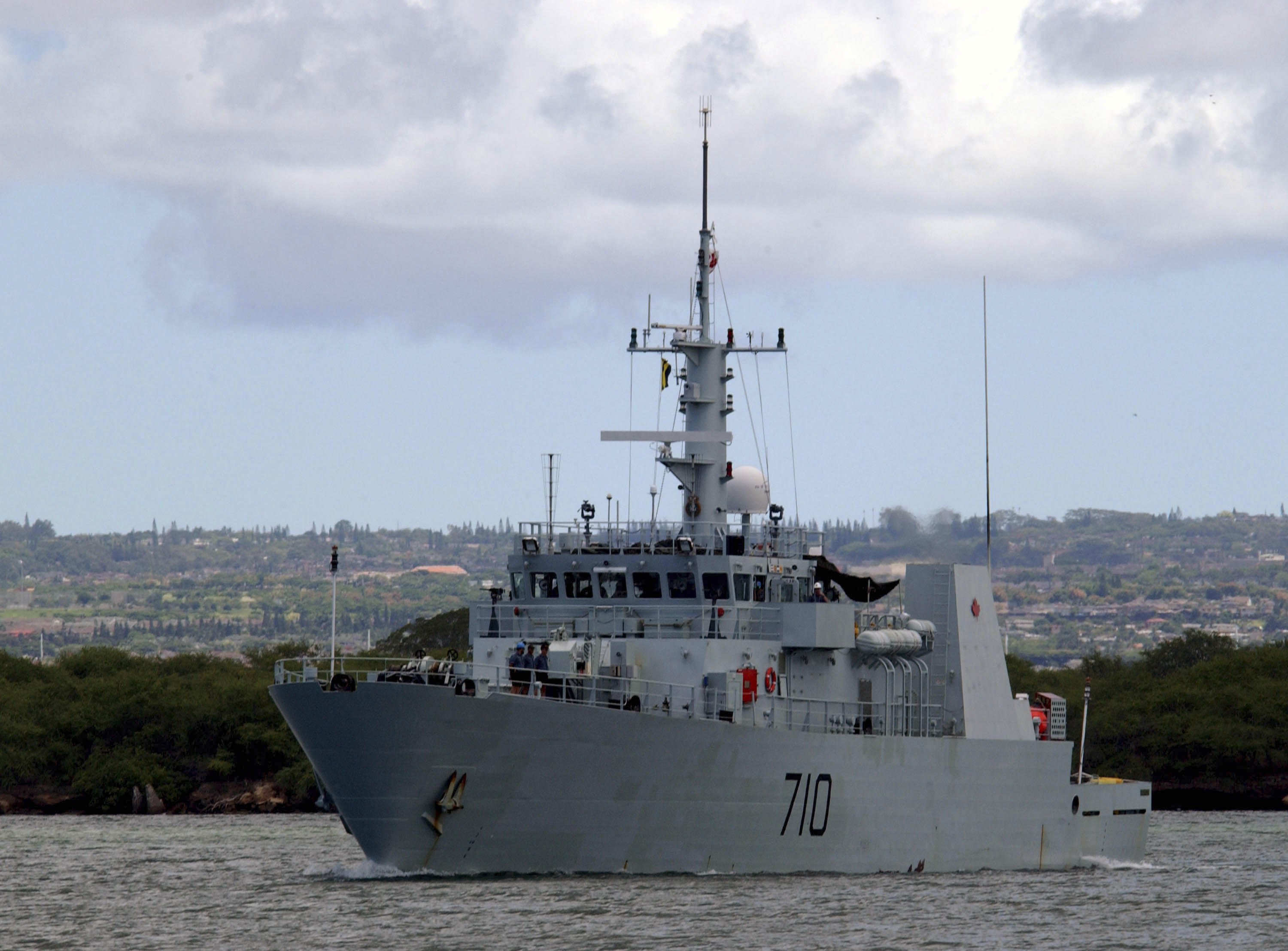
NCSM Brandon

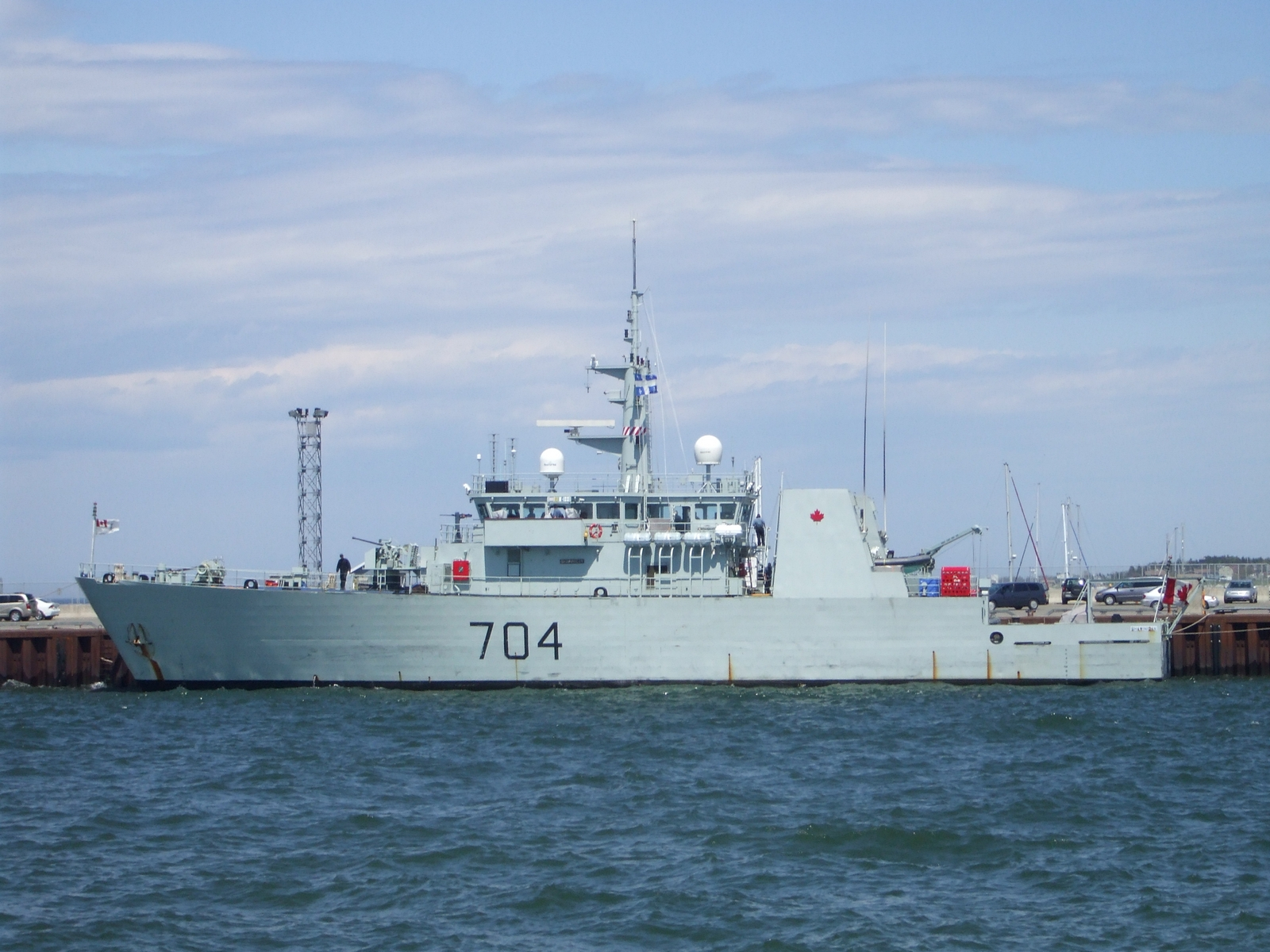
NCSM Shawinigan

- Navires de défense côtière des Forces maritimes du Pacifique :
  - NCSM Nanaimo (MM 702)
  - NCSM Edmonton (MM 703)
  - NCSM Whitehorse (MM 705)
  - NCSM Yellowknife (MM 706)
  - NCSM Saskatoon (MM 709)
  - NCSM Brandon (MM 710)
- Navires de défense côtière des Forces maritimes de l'Atlantique :
  - NCSM Kingston (MM 700)
  - NCSM Glace Bay (MM 701)
  - NCSM Shawinigan (MM 704)
  - NCSM Goose Bay (MM 707)
  - NCSM Moncton (MM 708)
  - NCSM Summerside (MM 711)

## Sous-marins de patrouille à long rayon d'action (SSK)
- Classe : Victoria

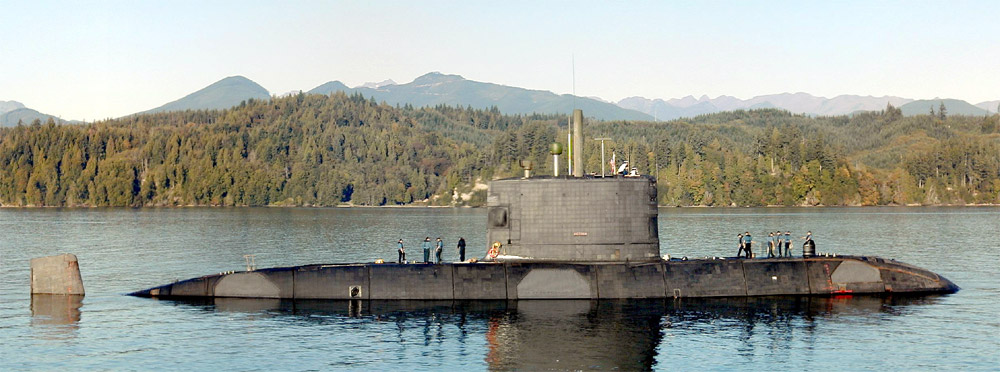
NCSM Victoria

- Sous-marin des Forces maritimes du Pacifique [1]:
  - NCSM Victoria (SSK 876)
  - NCSM Chicoutimi (SSK 879)
- Sous-marins des Forces maritimes de l'Atlantique [1]:
  - NCSM Windsor (SSK 877)
  - NCSM Corner Brook (SSK 878)

## Patrouilleurs et navires de formation

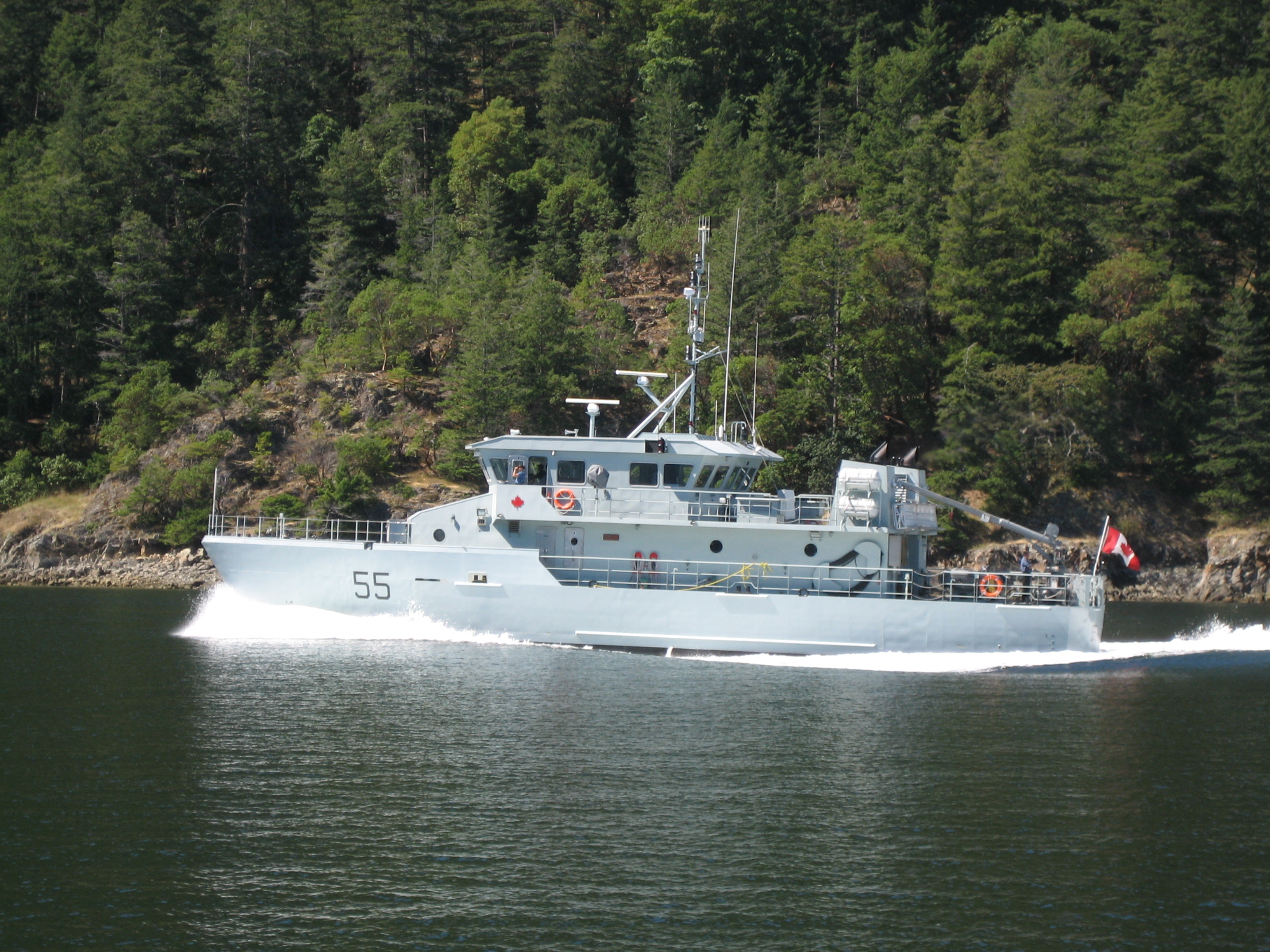
NCSM Orca

- Classe : Orca
- Orca (PCT 55)
- Raven (PCT 56)
- Caribou (PCT 57)
- Renard (PCT 58)
- Wolf (PCT 59)
- Grizzly (PCT 60)
- Cougar (PCT 61)
- Moose (PCT 62)

## Navires auxiliaires

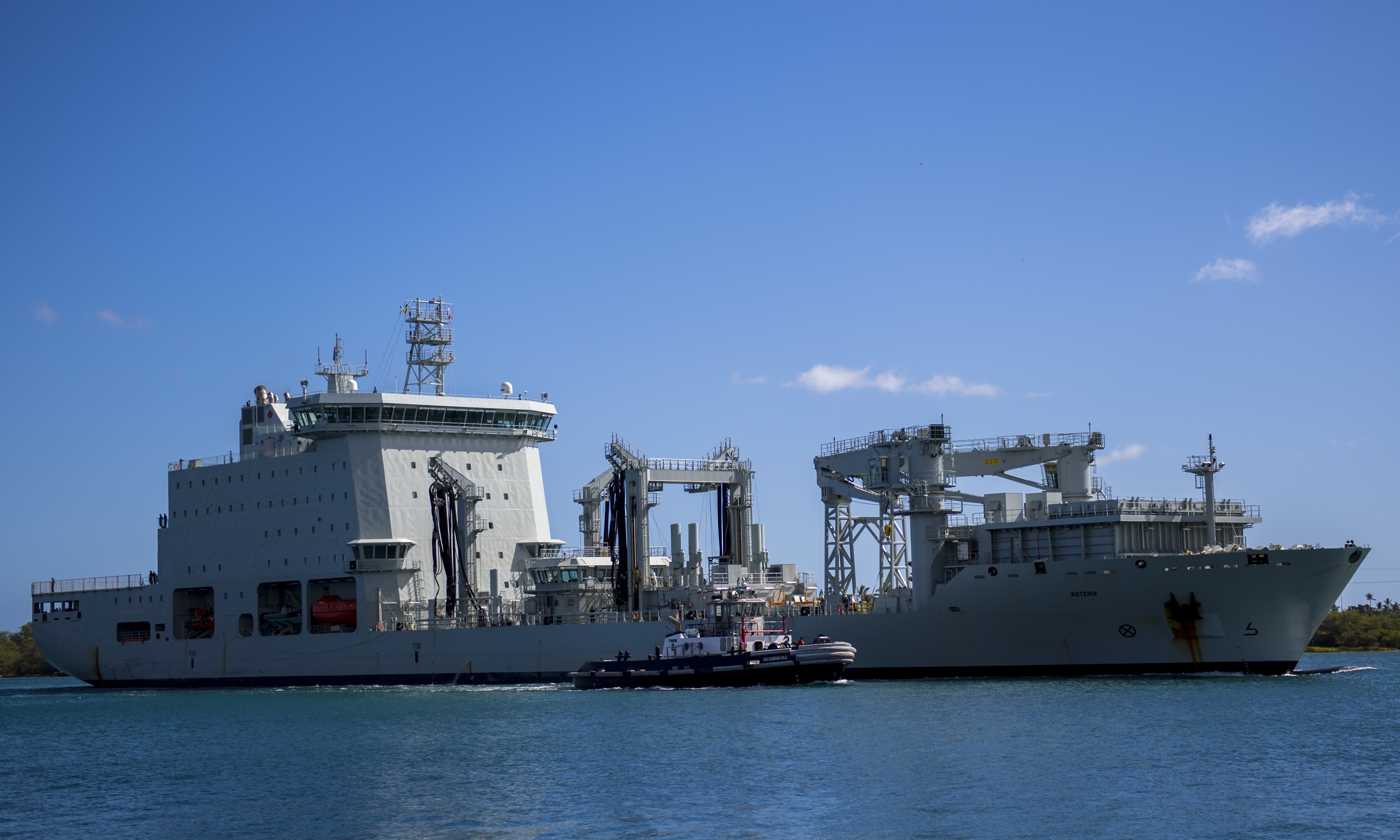
MV Asterix arrivant à Pearl Harbor, Juin 2018

- MV Asterix

## Navire école
- Le ketch NCSM Oriole